# Rababe Arafi
Rababe Arafi (in arabo رباب عرافي‎?; Khouribga, 12 gennaio 1991) è una mezzofondista marocchina.

## Biografia
Il suo primo successo a livello internazionale risale al 2012, quando conquistò la medaglia d'oro ai campionati africani di atletica leggera di Porto Novo. In questa stessa rassegna continentale vanta anche una medaglia d'argento e una di bronzo, vinte rispettivamente nel 2016 e nel 2014. Tutte e tre le medaglie furono vinte nella gara dei 1500 metri piani.
A livello mondiale ha preso parte in diverse occasioni ai campionati mondiali all'aperto e indoor, così come ai mondiali di corsa campestre, che nel 2019 le regalarono la medaglia d'argento nella gara della staffetta mista.
Ai Giochi olimpici di io de Janeiro 2016 fu eliminata in batteria negli 800 metri piani e si classificò dodicesima nella finale dei 1500 metri piani. Ai Giochi panafricani di Rabat 2019, invece, conquistò la medaglia d'argento negli 800 metri piani.
È detentrice di cinque record marocchini: 1500 metri piani e miglio, sia all'aperto che al coperto, e staffetta 4×400 metri.

## Record nazionali

### Outdoor
- 1500 metri piani: 3'58"84 ( Rabat, 16 giugno 2019)
- Miglio: 4'18"42 ( Monaco, 12 luglio 2019)
- Staffetta 4×400 metri: 3'33"91 ( Tarragona, 30 giugno 2018)

### Indoor
- 1500 metri piani: 4'02"46 ( Toruń, 8 febbraio 2020)
- Miglio: 4'29"74 ( Birmingham, 16 febbraio 2019)

## Progressione

### 800 metri piani
| Stagione | Tempo   | Luogo      | Data      | Rank. Mond. |
| -------- | ------- | ---------- | --------- | ----------- |
| 2019     | 2'00"02 | Nanchino   | 21-5-2019 |             |
| 2018     | 1'57"47 | Monaco     | 20-7-2018 |             |
| 2016     | 2'01"49 | Durban     | 26-6-2016 |             |
| 2015     | 1'58"55 | Pechino    | 27-8-2015 |             |
| 2013     | 2'00"58 | Lede       | 6-7-2013  |             |
| 2012     | 2'04"60 | Fès        | 5-5-2012  |             |
| 2011     | 2'09"24 | Rabat      | 16-4-2011 |             |
| 2006     | 2'12"06 | Casablanca | 3-6-2006  |             |

### 800 metri piani indoor
| Stagione | Tempo   | Luogo        | Data      | Rank. Mond. |
| -------- | ------- | ------------ | --------- | ----------- |
| 2018/19  | 2'04"46 | Toruń        | 6-2-2019  |             |
| 2017/18  | 2'02"49 | Val-de-Reuil | 27-1-2018 |             |
| 2015/16  | 2'06"82 | Düsseldorf   | 3-2-2016  |             |
| 2014/15  | 2'02"64 | Metz         | 25-2-2015 |             |
| 2013/14  | 2'03"18 | Metz         | 28-2-2014 |             |

### 1500 metri piani
| Stagione | Tempo    | Luogo      | Data      | Rank. Mond. |
| -------- | -------- | ---------- | --------- | ----------- |
| 2019     | 3'58"84  | Rabat      | 16-6-2019 |             |
| 2018     | 3'59"15  | Losanna    | 5-7-2018  |             |
| 2017     | 4'01"75  | Eugene     | 27-5-2017 |             |
| 2016     | 4'03"95  | Durban     | 24-6-2016 |             |
| 2015     | 4'02"94  | Roma       | 4-6-2015  |             |
| 2014     | 4'02"71  | Pechino    | 21-5-2014 |             |
| 2013     | 4'05"22  | Doha       | 10-5-2013 |             |
| 2012     | 4'05"80  | Porto Novo | 29-6-2012 |             |
| 2011     | 4'29"61  | Oujda      | 9-4-2011  |             |
| 2007     | 4'31"6 m | Meknès     | 30-6-2007 |             |
| 2006     | 4'21"59  | Rabat      | 17-6-2006 |             |

### 1500 metri piani indoor
| Stagione | Tempo   | Luogo     | Data      | Rank. Mond. |
| -------- | ------- | --------- | --------- | ----------- |
| 2019/20  | 4'02"46 | Toruń     | 8-2-2020  |             |
| 2017/18  | 4'04"76 | Toruń     | 15-2-2018 |             |
| 2016/17  | 4'08"76 | Ostrava   | 14-2-2017 |             |
| 2015/16  | 4'09"27 | Glasgow   | 20-2-2016 |             |
| 2014/15  | 4'07"91 | Stoccolma | 19-2-2015 |             |
| 2013/14  | 4'09"15 | Praga     | 25-2-2014 |             |
| 2012/13  | 4'09"36 | Stoccolma | 21-2-2013 |             |

### 3000 metri piani indoor
| Stagione | Tempo   | Luogo      | Data      | Rank. Mond. |
| -------- | ------- | ---------- | --------- | ----------- |
| 2018/19  | 8'54"92 | Eaubonne   | 12-2-2019 |             |
| 2015/16  | 9'04"10 | Mondeville | 6-2-2016  |             |
| 2014/15  | 9'07"07 | Karlsruhe  | 31-1-2015 |             |
| 2012/13  | 8'58"32 | Metz       | 24-2-2013 |             |

## Palmarès
| Anno | Manifestazione                    | Sede           | Evento          | Risultato  | Prestazione | Note             |
| ---- | --------------------------------- | -------------- | --------------- | ---------- | ----------- | ---------------- |
| 2007 | Mondiali di cross                 | Mombasa        | Corsa juniores  | dnf        | dnf         |                  |
| 2007 | Mondiali allievi                  | Ostrava        | 3000 m piani    | 12ª        | 9'47"25     |                  |
| 2012 | Africani                          | Porto Novo     | 1500 m piani    | Oro        | 4'05"80     |                  |
| 2013 | Giochi del Mediterraneo           | Mersin         | 1500 m piani    | Finale     | dnf         |                  |
| 2013 | Mondiali                          | Mosca          | 1500 m piani    | Semifinale | 4'09"86     |                  |
| 2013 | Giochi della Francofonia          | Nizza          | 1500 m piani    | Oro        | 4'18"70     |                  |
| 2013 | Giochi della solidarietà islamica | Palembang      | 1500 m piani    | Oro        | 4'19"27     |                  |
| 2014 | Mondiali indoor                   | Sopot          | 1500 m piani    | Finale     | dq          | [ 1 ]            |
| 2014 | Africani                          | Marrakech      | 1500 m piani    | Bronzo     | 4'12"08     |                  |
| 2015 | Arabi                             | Manama         | 1500 m piani    | Argento    | 5'22"30     |                  |
| 2015 | Mondiali                          | Pechino        | 800 m piani     | 4ª         | 1'58"90     |                  |
| 2015 | Mondiali                          | Pechino        | 1500 m piani    | 9ª         | 4'13"66     |                  |
| 2016 | Mondiali indoor                   | Portland       | 1500 m piani    | Batteria   | 4'10"82     |                  |
| 2016 | Africani                          | Durban         | 800 m piani     | 5ª         | 2'01"49     |                  |
| 2016 | Africani                          | Durban         | 1500 m piani    | Argento    | 4'03"95     |                  |
| 2016 | Giochi olimpici                   | Rio de Janeiro | 800 m piani     | Batteria   | dnf         |                  |
| 2016 | Giochi olimpici                   | Rio de Janeiro | 1500 m piani    | 12ª        | 4'15"16     |                  |
| 2017 | Giochi della solidarietà islamica | Baku           | 1500 m piani    | Oro        | 4'18"82     |                  |
| 2017 | Giochi della Francofonia          | Abidjan        | 1500 m piani    | Oro        | 4'17"23     |                  |
| 2017 | Mondiali                          | Londra         | 1500 m piani    | 8ª         | 4'04"35     |                  |
| 2018 | Mondiali indoor                   | Birmingham     | 1500 m piani    | 8ª         | 4'14"94     |                  |
| 2018 | Giochi del Mediterraneo           | Tarragona      | 800 m piani     | Oro        | 2'01"01     |                  |
| 2018 | Giochi del Mediterraneo           | Tarragona      | 1500 m piani    | Oro        | 4'12"83     |                  |
| 2018 | Giochi del Mediterraneo           | Tarragona      | 4×400 m         | 4ª         | 3'33"91     | Record nazionale |
| 2019 | Mondiali di cross                 | Aarhus         | Staffetta mista | Argento    | 26'22"      |                  |
| 2019 | Giochi panafricani                | Rabat          | 800 m piani     | Argento    | 2'03"20     |                  |
| 2019 | Mondiali                          | Doha           | 800 m piani     | 7ª         | 2'00"48     |                  |
| 2019 | Mondiali                          | Doha           | 1500 m piani    | 9ª         | 3'59"93     |                  |
| 2021 | Giochi olimpici                   | Tokyo          | 800 m piani     | Semifinale | 1'59"86     |                  |

## Altre competizioni internazionali
2012
- Argento al Meeting international Mohammed VI d'athlétisme ( Rabat), 1500 metri piani - 4'08"68
- Argento al CAA Grand Prix ( Brazzaville), 1500 metri piani - 4'07"37

2013
- 9ª al Doha Diamond League ( Doha), 1500 metri piani - 4'05"22
- 8ª al Meeting international Mohammed VI d'athlétisme ( Rabat), 1500 metri piani - 4'09"19
- 4ª all'Athletissima ( Losanna), 1500 metri piani - 4'05"93

2014
- 6ª allo Shanghai Golden Grand Prix ( Shanghai), 1500 metri piani - 4'02"86
- Oro allo IAAF World Challenge Beijing ( Pechino), 1500 metri piani - 4'02"71
- Bronzo al Meeting international Mohammed VI d'athlétisme ( Marrakech), 1500 metri piani - 4'06"32

2015
- 7ª alla Doha Diamond League ( Doha), 1500 metri piani - 4'05"11
- Oro allo IAAF World Challenge Beijing ( Pechino), 1500 metri piani - 4'04"12
- 7ª al Golden Gala ( Roma), 1500 metri piani - 4'02"94
- 6ª al Meeting international Mohammed VI d'athlétisme ( Rabat), 1500 metri piani - 4'07"94
- 7ª al Memorial Van Damme ( Bruxelles), miglio - 4'23"50
- 7ª al Rieti Meeting ( Rieti), 800 metri piani - 2'00"94

2017
- 4ª allo Shanghai Golden Grand Prix ( Shanghai), 1500 metri piani - 4'04"94
- 9ª al Golden Gala ( Roma), 1500 metri piani - 4'04"25
- Argento al Meeting international Mohammed VI d'athlétisme ( Rabat), 1500 metri piani - 4'02"19
- 10ª al Memorial Van Damme ( Bruxelles), 4'07"22

2018
- 7ª alla Doha Diamond League ( Doha), 1500 metri piani - 4'03"69
- 5ª all'Athletissima ( Losanna), 1500 metri piani - 3'59"15
- Bronzo al Meeting international Mohammed VI d'athlétisme ( Rabat), 800 metri piani - 1'58"84
- 6ª all'Herculis ( Monaco), 800 metri piani - 1'57"47
- 8ª al Memorial Van Damme ( Bruxelles), 1500 metri piani - 4'03"82
- Bronzo alla Coppa continentale di atletica leggera ( Ostrava), 1500 metri piani - 4'17"19

2019
- Oro allo Shanghai Golden Grand Prix ( Shanghai), 1500 metri piani - 4'01"15
- 9ª al Golden Gala Pietro Mennea ( Roma), 1500 metri piani - 4'03"25
- 4ª al Meeting international Mohammed VI d'athlétisme ( Rabat), 1500 metri piani - 3'58"84
- 5ª all'Herculis ( Monaco), miglio - 4'18"42